# Baojun 630
La Baojun 630 (chinois : 宝骏630 ; pinyin : Bǎojùn 630) est une berline compacte produite par la coentreprise sino-américaine SAIC-GM-Wuling pour sa marque Baojun, vendue entre 2011 et 2019 en Chine. Elle est fabriquée à Liuzhou, dans la province du Guangxi. Elle a été lancée au cours de l'édition 2011 du salon de l'automobile de Shanghai, et mise en vente en août 2011. La voiture a été développée par le SAIC-GM Pan Asia Technical Automotive Center à Shanghai. 
Depuis 2014, elle est commercialisée sous le nom Chevrolet Optra en Égypte.

## Spécification
La 630 est équipée d'un moteur 1,5 litre de 109 ch (81 kW) couplé à une boîte manuelle à cinq vitesses. La version 1,8 litre a été ajoutée à la gamme en novembre 2012. La voiture mesure 4 597 mm de long sur un empattement de 2 640 mm et pèse 1 206 kg.